# Arné
För andra betydelser, se Arne (olika betydelser).
Arné är en kommun i departementet Hautes-Pyrénées i regionen Occitanien i sydvästra Frankrike. Kommunen ligger i kantonen Castelnau-Magnoac som tillhör arrondissementet Tarbes. År 2022 hade Arné 182 invånare.

## Befolkningsutveckling
Antalet invånare i kommunen Arné
| Referens: INSEE |